# Casa Editrice Leo S. Olschki
Casa Editrice Leo S. Olschki (Издательский дом Лео Ольшки,  основано в 1886 году) — итальянское издательство научной, исторической и художественной литературы, а также международныъ журналов по разным темам, во Флоренции и Риме.

## История

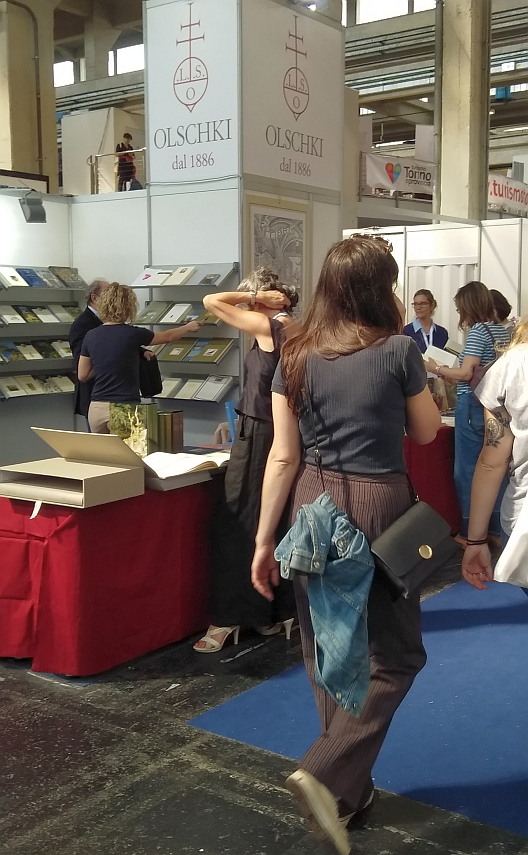
Издательство на выставке, 2018

Издательство было основано Лео Ольшки в городе Вероне под названием «Libreria Antiquaria Editrice».
В 1890 году издательство расширилось и было перенесено Венецию.
С 1897 года офис издательства находится во Флоренции и филиал в Риме.
В 1909 году была куплена типография, названная «Джунтина (Giuntina)», в честь знаменитых флорентийских печатников 16 века.
Изданный в 1966 году каталог издательства содержит около 2000 наименований публикаций. В 2011 году каталог издательства включает около 4000 наименований и 25 периодических изданий.

### Руководство
Управляющие:
- 1890 — Ольшки, Леонардо Самуэль
- 1950 — Чезаре и Альдо Ольшки
- 1963 — Алессандро Ольшки
- 2011 — Даниэле и Костанца Ольшки.

## Журналы
- Physis (Rivista Internazionale di Storia della Scienza) — Международный журнал истории науки.

Другие журналы издательства:
- Annals of the Fondazione Luigi Einaudi
- Archivio Storico Italiano
- Archivum Mentis
- Belfagor
- Commedia dell’Arte
- Francofonia
- Galilæana
- Geographia Antiqua
- Gradiva
- Il Pensiero Politico
- Il Saggiatore Musicale
- L’Illustrazione
- La Parola del Passato
- La Bibliofilía
- Lares
- Lettere Italiane
- Miscellanea Storica Della Valdelsa
- Nuovi Annali Della Scuola Speciale Per Archivisti e Bibliotecari
- Physis
- Rassegna Storica Toscana
- Rinascimento
- Rivista d’Arte
- Rivista di Storia e Letteratura Religiosa
- Studi Secenteschi
- Studi Sul Boccaccio
- Testo a Fronte
- Todomodo